# یوداتوا
یوداتوا (به لاتین: Udattawa) یک منطقهٔ مسکونی در سری‌لانکا است که در استان مرکزی (سری‌لانکا) واقع شده‌است.